# Dimaro
Dimaro (IPA: /diˈmaro/, Dimàr in solandro) è il capoluogo del comune italiano di Dimaro Folgarida in provincia autonoma di Trento. Il centro abitato di Dimaro, così come definito dall'Istat, include le frazioni di Dimaro e Carciato, unite dallo sviluppo urbanistico degli ultimi decenni. Dimaro è stato comune autonomo fino al 31 dicembre 2015, data in cui contava 1 298 abitanti, poi soppresso per l'istituzione del comune di Dimaro Folgarida il 1º gennaio 2016.
Il paese dista pochi chilometri da Madonna di Campiglio.

## Geografia fisica

### Territorio
La posizione strategica del paese di Dimaro ha rappresentato un buon motivo per il suo sviluppo economico e sociale. Il paese si trova infatti sullo snodo viario della Valle di Sole (Strada statale 42 del Tonale e della Mendola) con il Passo di Campo Carlo Magno e Madonna di Campiglio (strada statale n. 239). In tempi recenti la ferrovia a scartamento ridotto che congiunge la Valle di Sole con il capoluogo di Trento ha aperto una stazione nei pressi dell'abitato (Stazione di Dimaro-Presson), che così si qualifica anche come snodo ferroviario. Il paese controlla così la porta di accesso dalla Valle di Sole al Gruppo montuoso del Brenta e al Parco naturale Adamello-Brenta, attraverso la Val Meledrio.
Dimaro si trova alla base di un conoide, tra due torrenti (il Meledrio ed il Noce) ben regimentati, che se un tempo potevano costituire anche un possibile motivo di pericolo, oltre che una fonte di energia e di benessere, ora sono strumenti importanti di sviluppo turistico e segno di qualità ambientale (pista ciclabile, sport fluviali, pesca sportiva, passeggiate, ecc.). Per diversi secoli tale posizione è stata sfruttata dal sistema medioevale in vigore per riscuotere le tasse sul traffico di merci e sui beni in transito dalla Valle di Sole in Valle Rendena (Dazio presente nella Casa de Mazzis).
Lo sviluppo urbano del XX secolo ha fatto sì che il centro urbano di Dimaro inglobasse anche Carciato, piccolo villaggio alpino, che conserva intatte alcune delle sue caratteristiche case antiche. Il centro storico si trova alle falde del Sasso Rosso e ai margini della Selva, sulla destra orografica del torrente Meledrio.
Alte montagne circondano e proteggono la conca valliva in cui si distendono i paesi di Dimaro e Carciato: sono le cime del Sasso Rosso, del Castellaccio, della Cima Nana. Più oltre, si stagliano vertiginose le pareti calcaree delle Dolomiti di Brenta o quelle aspre ed impervie del gruppo granitico dell'Adamello e della Presanella. Sull'altro fianco della valle sono osservabili le prime cime del gruppo Ortles-Cevedale, che lascia poco discosti i suoi picchi ricoperti da ghiacciai e perenni bianchi nevai.
Un fitto intrico di rivi, torrentelli, cascatelle e ruscelli, sorpassati spesso da sentieri ben attrezzati e di facile agibilità, accompagna ed innerva la natura circostante, ricca di prati verdi, di fitte abetaie, d'imponenti lariceti, fino a guadagnare gli alti pascoli e gli affascinanti ghiaioni che si distendono ai piedi delle tormentate cime.

## Storia
(Aldo Gorfer)
I primi insediamenti pare risalgano all'epoca preromana e romana grazie ad un ritrovamento di una spada bronzea e di una moneta di Antonino Pio.
Le origini del paese sono avvolte nel silenzio documentale che accompagna i secoli dell'alto medioevo e solo agli inizi del XIII secolo cominciano ad apparire i nomi dei primi abitanti della piccola comunità di montagna. Il toponimo Dimaro appare per la prima volta nel 1200 come de Imaio, nel Codex Vangianus come de Imaio e nel 1285 come Imarum. Il nome deriva dal latino imus che significa "posto in basso" rispetto alla sommità del Dosso di Santa Brigida o rispetto al passo di Campo Carlo Magno.
Anche Carciato, paese confinante con quello di Dimaro e da esso separato dal torrente Meledrio, annovera origini antiche e vanta una storia che attraversa molti secoli.
Dimaro e Carciato sono state per secoli (sicuramente dal 1200 in poi) vicinie o universitates singole, all'interno del nesso istituzionale del principato vescovile di Trento. Dal punto di vista ecclesiastico, seppure autonome, hanno sempre condiviso un'unica curazia, a servizio di entrambe e, di conseguenza, un unico servizio scolastico.
In quanto autonome, le due comunità erano dotate di un territorio ben definito, possedevano beni comuni (pascoli, malghe, boschi, strade e vie di comunicazioni, acquedotti, segherie) accanto a beni singoli o privati (case, orti, prati, bestiame, cascine, ecc.) ed erano gestite attraverso la regola, o insieme di norme di autogoverno, amministrate da una magistratura locale e approvate dall'autorità vescovile.
La vita economica era concentrata soprattutto nell'allevamento del bestiame e nello sfruttamento della terra (agricoltura) e del bosco (silvicoltura). Poco rilevanti i commerci, anche se abbastanza diffuso era un artigianato locale, chiamato a fornire gli strumenti essenziali per la vita quotidiana. Tipici di Dimaro furono i caràdori, cui competeva il trasporto del legname dal bosco verso le segherie. Un piccolo distretto industriale si trovava lungo il torrente Meledrio, con mulini, segherie, magli, calcàre, malghe e luoghi deputati alla produzione del carbone di legna.
Con la fine politica del principato vescovile, seguita alle intricate vicende napoleoniche e al Congresso di Vienna, i paesi di Dimaro e Carciato entrarono a far parte della contea principesca del Tirolo, ambito amministrativo territoriale dell'Impero austro-ungarico. Con la riforma interna del 1868 ambedue i comuni furono inseriti nel capitanato politico di Cles e nel distretto giudiziario di Malé.
Il 17 settembre 1915 il paese fu distrutto da un incendio che bruciò sessantasei case lasciando un centinaio di famiglie senza dimora.
Durante la prima guerra mondiale ebbero a subire tutte le conseguenze della leva in massa contro la Serbia e della successiva presenza di un fronte attivo a poche decine di chilometri, sul passo del Tonale, linea diretta di scontro tra Impero d'Austria e Regno d'Italia. Dal 1918 Dimaro e Carciato furono comuni autonomi e distinti del Regno d'Italia, ma nel 1928 il Fascismo li unì coattivamente in un unico comune con Presson, Monclassico, Bolentina e Montès. 
Solo dopo la seconda guerra mondiale, con Legge regionale dei primi anni cinquanta, il Comune di Dimaro si limitò alle sole frazioni di Dimaro e Carciato.
Nel 1965, a seguito di una forte azione programmatoria svolta sia dall'ente pubblico che dal capitale privato, nacque ed entrò in funzione la vicina stazione turistica di Folgarida, che oggi rappresenta uno dei principali volani dell'economia locale.
A seguito del referendum consultivo del 14 dicembre 2014 i comuni di Dimaro e Monclassico sono stati fusi nel nuovo comune di Dimaro Folgarida che è stato istituito il 1º gennaio 2016.
Il 29 ottobre 2018, durante l'ondata di maltempo che ha colpito il Nord Italia, la parte occidentale del centro abitato (località Gole e Rovina) è stata colpita da una frana causata dall'esondazione del rio Rotian provocando una vittima, 150 sfollati, danni materiali alle abitazioni e problemi di viabilità con la chiusura temporanea delle due principali vie di comunicazione, la SS 42 del Tonale e la SS 239 di Campiglio.

### Simboli
Stemma
Lo stemma comunale era stato approvato con deliberazione della Giunta provinciale del 13 marzo 1980. 
Gonfalone
Il gonfalone era stato concesso con D.G.P. del 18 giugno 1982.

## Monumenti e luoghi d'interesse

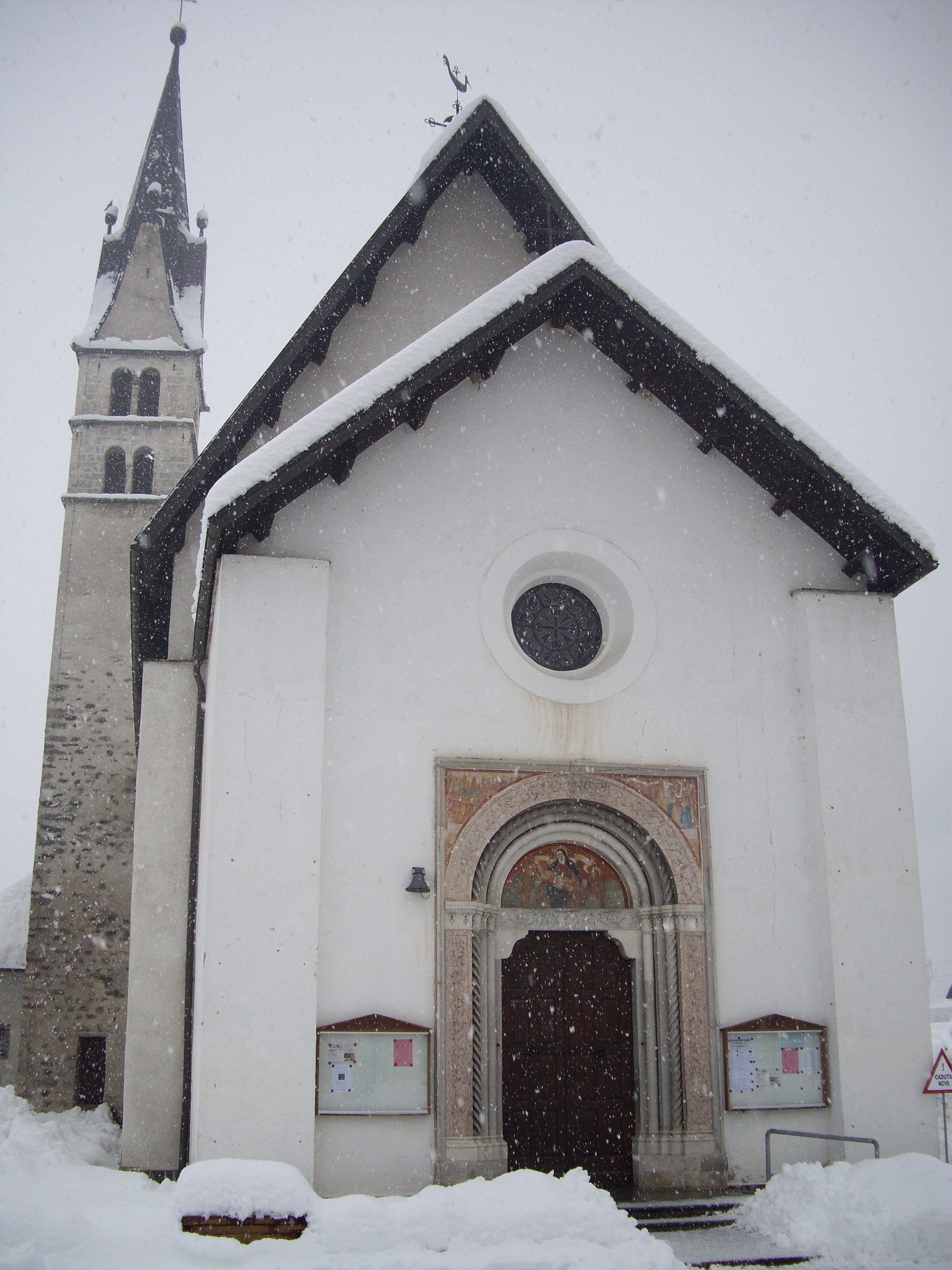
Chiesa di San Lorenzo sotto la neve

### Architetture religiose
- Chiesa di San Lorenzo (XV secolo), contiene affreschi dei fratelli Giovanni e Battista Baschenis[18] e altari di Giovanni Battista Ramus[19]
- Cappella della Madonna del Rosario (1909), detta Madonnina

### Architetture civili
- Casa del Dazio (o Casa de Mazziis) (XVI secolo), della famiglia de Mazziis oriunda di Pieve di Bono[19]

### Luoghi
- Ecomuseo della Val Meledrio

## Società

### Evoluzione demografica
Abitanti censiti

## Geografia antropica
La circoscrizione territoriale ha subito le seguenti modifiche: nel 1928 aggregazione di territori dei soppressi comuni di Bolentina, Carciato, Monclassico, Montes e Presson; nel 1953 distacco di territori per la ricostituzione del comune di Monclassico comprendendo anche i territori degli ex comuni di Bolentina, Montes e Presson (Censimento 1951: pop. res. 946). Il comune di Dimaro faceva parte della Comunità della Valle di Sole.

## Infrastrutture e trasporti
Dimaro è servito dalla stazione di Dimaro-Presson che si trova sulla linea ferroviaria Trento-Malé-Mezzana.

## Amministrazione
| Periodo        | Periodo          | Primo cittadino   | Partito      | Carica  | Note   |
| -------------- | ---------------- | ----------------- | ------------ | ------- | ------ |
| 10 luglio 1985 | 22 maggio 1990   | Udalrico Fantelli | DC           | Sindaco |        |
| 22 maggio 1990 | 5 giugno 1995    | Udalrico Fantelli | DC           | Sindaco |        |
| 5 giugno 1995  | 6 marzo 1998     | Udalrico Fantelli | Lista civica | Sindaco | [ 22 ] |
| 8 giugno 1998  | 15 maggio 2000   | Maurizio Albasini | Lista civica | Sindaco |        |
| 15 maggio 2000 | 9 maggio 2005    | Maurizio Albasini | Lista civica | Sindaco |        |
| 9 maggio 2005  | 18 maggio 2010   | Romedio Menghini  | Lista civica | Sindaco |        |
| 16 maggio 2010 | 31 dicembre 2015 | Romedio Menghini  | Lista civica | Sindaco |        |

### Gemellaggi
- Unterdießen, dal 7 agosto 1999

## Sport
- Nel 1981 Dimaro ospitò l'arrivo della 18ª tappa (Borno-Dimaro) del 64º Giro d'Italia, vinta da Miguel María Lasa e la partenza della 19ª (Dimaro-San Vigilio di Marebbe), vinta da Giovanni Battaglin.
- A partire dal 2002 è sede di ritiri di società calcistiche italiane di Serie A e B quali: Bologna[23], Brescia[24], Livorno[25], Siena[26]. Dal 2011 Dimaro ospita i ritiri estivi anche del Napoli[27].